# مويو (جزيرة)

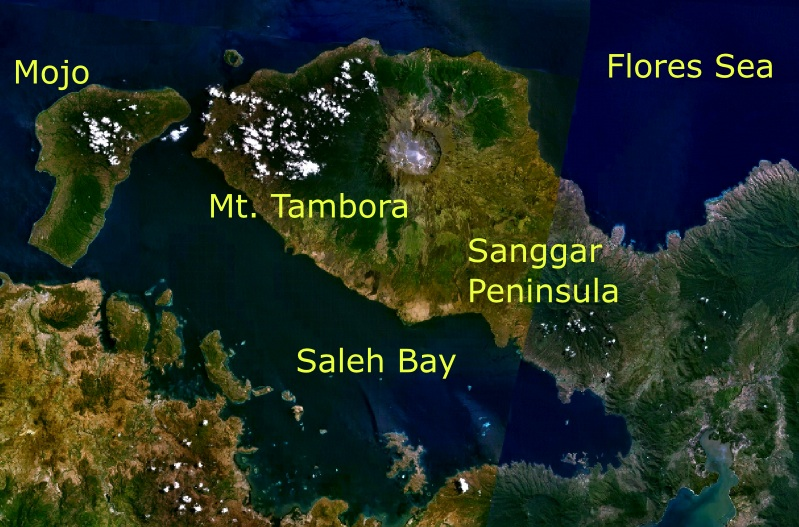
جزيرة مويو قبالة ساحل جزيرة سومباوا

جزيرة مويو (أو موجو) هي جزيرة إندونيسية ضمن مقاطعة نوسا تنقارا الغربية، قبالة ساحل جزيرة سومباوا الشمالي، وتبلغ مساحتها 349 كم².
تعتبر معظم جزيرة مويو كمحمية طبيعية تغطي مساحة 22537,90 هكتار، وتسكنها قرود المكاك، والماشية البرية والخنازير البرية والغزلان، والغزلان وعدة أنواع من الطيور. أعلى قمة في الجزيرة ترتفع 648 متر فوق مستوى سطح البحر، وتتكون أساسا السافانا وبعض الغابات.